# Сомсьори
Сомсьори (пол. Somsiory) — село в Польщі, у гміні Бжузе Рипінського повіту Куявсько-Поморського воєводства.
Населення — 167 осіб (2011).
У 1975-1998 роках село належало до Влоцлавського воєводства.

## Демографія
Демографічна структура станом на 31 березня 2011 року:
|          | Загалом | Допрацездатний вік | Працездатний вік | Постпрацездатний вік |
| -------- | ------- | ------------------ | ---------------- | -------------------- |
| Чоловіки | 82      | 19                 | 56               | 7                    |
| Жінки    | 85      | 20                 | 47               | 18                   |
| Разом    | 167     | 39                 | 103              | 25                   |